# 충칭 대한민국 임시정부 청사

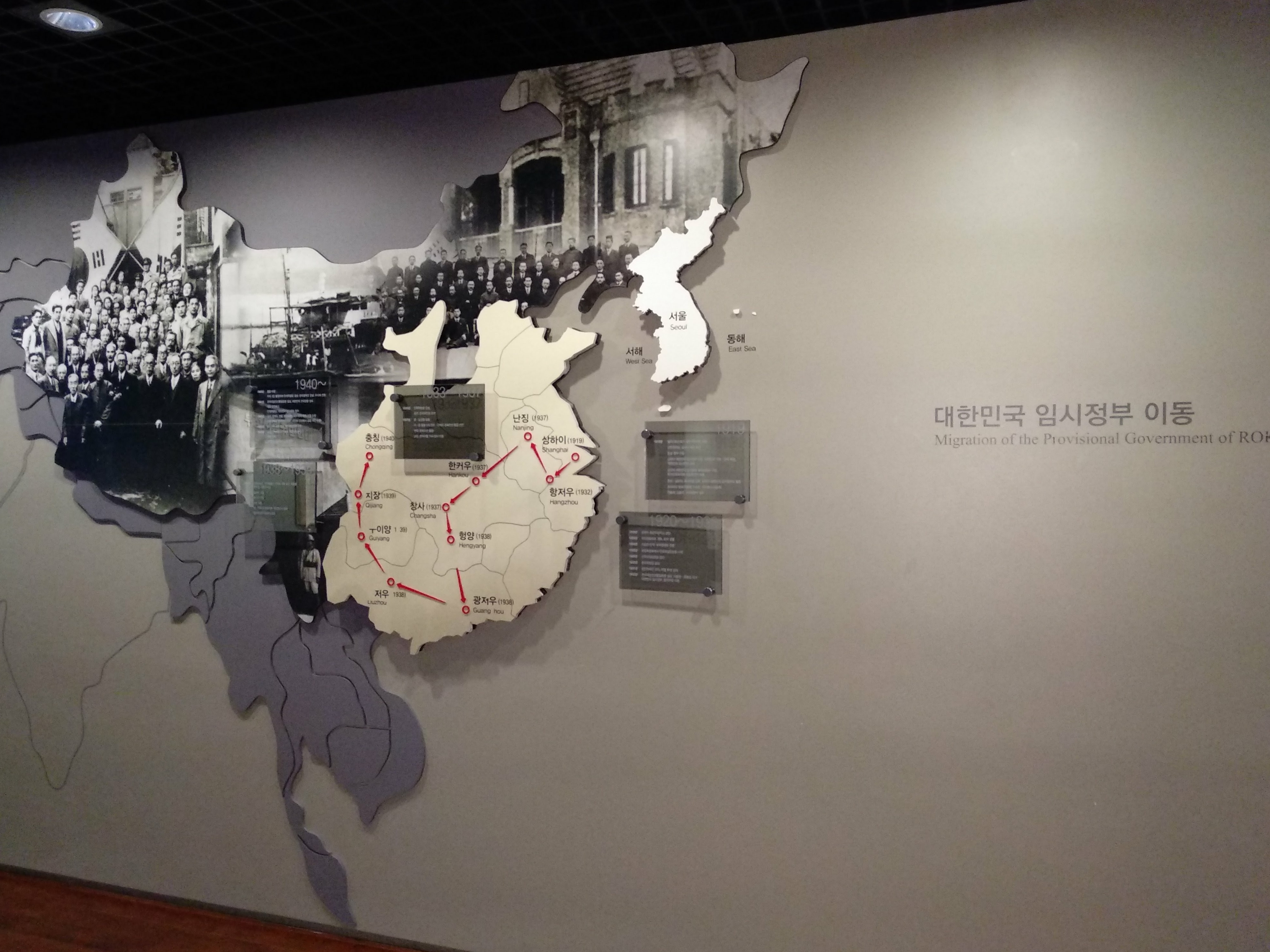
임시정부의 이주 과정

충칭 대한민국 임시정부 청사(重慶 大韓民國臨時政府 廳舍, 영어: Provisional Government of the Republic of Korea in Chongqing)는 중화인민공화국 충칭 시(重庆市) 위중 구(渝中区) 치싱강(七星岗) 롄화츠(莲花池) 38호(38号)에 위치한 대한민국 임시정부의 청사이자, 한국 독립운동의 유적지이다. 한국어 한자 발음에 따라 '중경시 유중구 칠성강 연화지 38호'에 위치하고 있다고도 말한다.
충칭은 대한민국 임시정부의 중국 내의 마지막 청사 위치로 1940년 9월부터 일본이 항복한 1945년 8월까지 머물렀다. 1937년 발생한 중일전쟁 전후의 영향으로 1932년부터 상하이시에 있던 소재지를 항저우시, 자싱 시, 난징시, 창사 시, 광저우시로 옮겼고 중국국민당 정부의 도움으로 1940년 중국 내에서 마지막으로 이 곳으로 옮기게 된다. 임시정부는 충칭에서 석판가ㆍ양류가ㆍ오사야항의 3곳에 청사 건물을 두어 사용하였고 마지막으로 1945년 1월부터 8월까지 이곳 연화지 청사를 사용하였다. 임시정부는 충칭에 머물며 1940년 9월 17일 한국 광복군을 창설하는 등 활발한 독립 운동을 펼쳤다.
이후 이 곳은 여관, 학교, 주택으로 쓰이다가, 1990년대 초 충칭 도시 재개발 계획으로 철거 위기에 처하게 된다. 그 소식을 들은 1992년 건국훈장 독립장을 수상한 '이달'의 장녀 이소심은 한·중 양국 정부에 유적지 보호를 호소하였다. 이 노력으로 1994년 6월 독립기념관과 충칭 시 대외인민우호협회가 청사 복원협정을 체결하여 1995년 8월 11일 1차로 복원을 완료한다. 그러나 충칭 시의 습한 환경으로 청사 건물이 일부 훼손되자 2000년 다시 독립기념관의 협조 아래 2차 개·보수에 들어갔고, 전시 내용을 보완하여 2000년 9월 17일 재개관하였다.
이 곳은 1천300m2의 대지에 건축 면적 1천770m2으로, 보존되고 있는 중국 각지의 임시정부 청사 중 가장 규모가 크다. 건물은 5동으로 회색 벽돌에 기와지붕 양식으로 건축되었다. 일반에 전시되는 공간은 284m2이다. 김구의 흉상, 김구와 장제스 간의 회담 자료, 독립신문, 한국 광복군 관련 자료 등의 사료가 전시돼 있다.

## 같이 보기
- 독립기념관
- 한국의 독립운동
- 대한민국 임시정부
- 대한민국 국가보훈처
- 대한민국 건국절 논쟁